# Kara administracyjna
Kara administracyjna – kara nakładana przez organ administracji publicznej podmiotowi, który naruszył normy prawa administracyjnego materialnego. Kara ta nakładana jest w drodze decyzji administracyjnej.
Kara ta stosowana jest również jako kara dyscyplinarna wobec funkcjonariuszy publicznych, a jej celem jest zapewnienie poszanowania prawa.